# Fast forward (RMI)
Fast forward is een muziekalbum van de Britse band Radio Massacre International (RMI).
Het album is een verzamelalbum van muziek die zij in de loop der jaren uitbrachten. Het album bestaat echter niet uit tracks die vanaf andere albums zijn afgehaald, maar is een samplealbum, waarbij muziekfragmenten uit verschillende perioden aan elkaar gesmeed zijn, zodat vijf nieuwe composities tot stand zijn gekomen. Voor beginners bij de muziek van RMI kan het dienen als kennismaking, voor de fans is het een "spot the track": welk deel hoort bij welke compositie van welk album? De albums zijn wel weergegeven, maar titels ontbreken. Bijzonder is tranche 4, met een gedeelte van het album Live at the October Gallery Redux, dat officieel nooit is uitgekomen: het was een eenmalig uitgave bij een concert. Op 11 december 2008 was het album uitverkocht.

## Tracklist
1. tranche 1 van Been there, done that / Borrowed atoms / Planets in the wires / Antisocial / Bothered atmos (13:03)
2. tranche 2 van Diabolica / Emissaries / Burned & frozen / Frozen north / The god of electricity/E-Live 2003 (14:50)
3. tranche 3 van Walking on the sea / A bridge too far  / Rain Falls in Grey / Far away / Zabriskie Point (10:07)
4. tranche 4 van Organ harvest / Lost in space / Septentrional /Live at the October Gallery Redux / Greenhousing / Startide / Blacker (18:49)
5. tranche 5 van Upstairs downstairs / Knutsford in May / Republic / Maelstrom / Gulf / People would really like space-rock if they would only give it a try / Hog wild / Solid States